# Monasterio Kopan

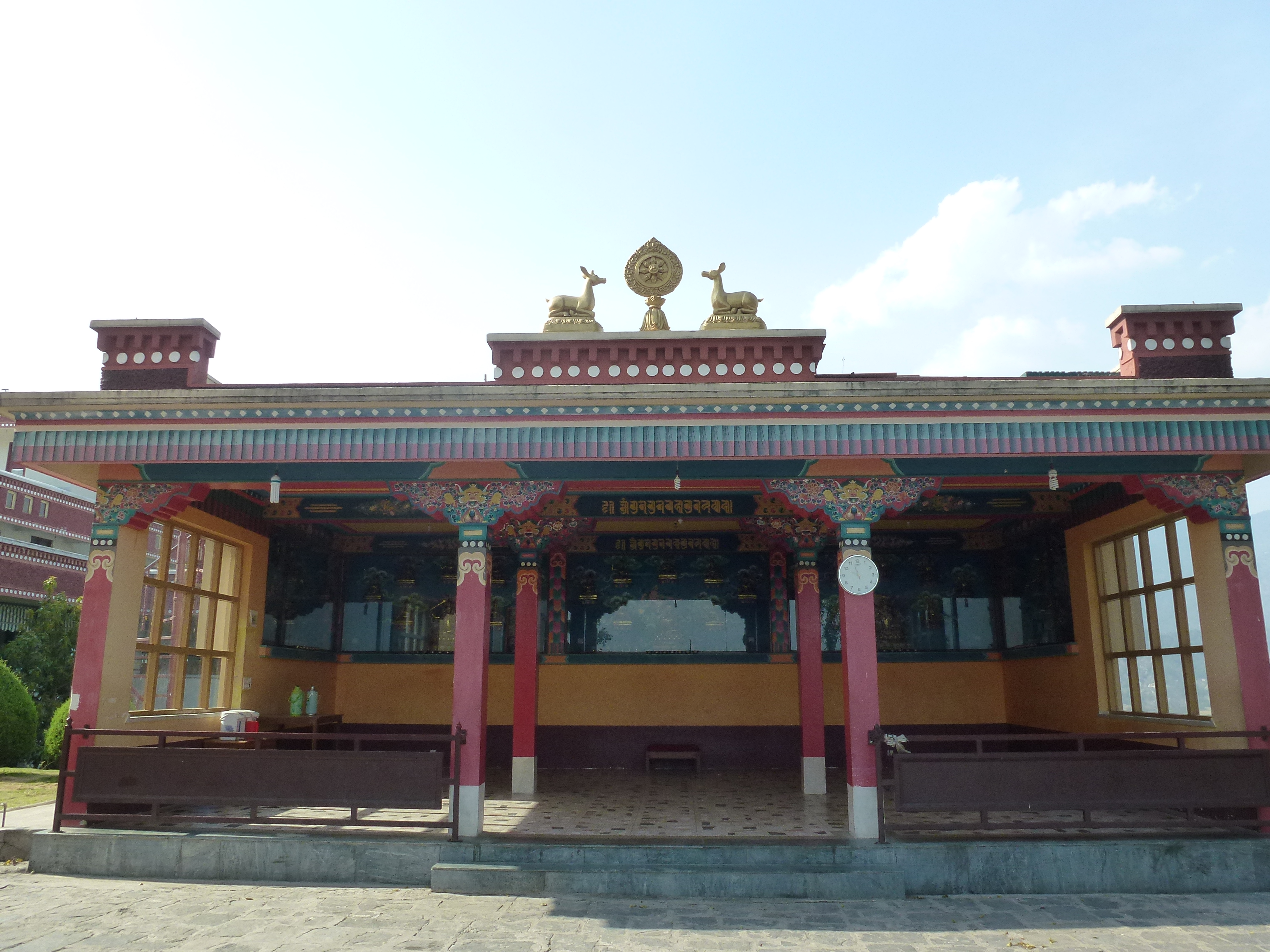
Monasterio Kopan en Katmandú, Nepal.

El monasterio Kopan es un monasterio budista tibetano cerca de Boudhanath, en las inmediaciones de Katmandú, Nepal. Pertenece a la Fundación para la preservación de la tradición Mahayana (FPMT por sus siglas en inglés), una red internacional de centros dharma Gelugpa, y alguna vez fue su sede central.
El monasterio fue creado por los lamas Thubten Yeshe y Thubten Zopa Rinpoche, los fundadores del FPMT, quienes en 1969 compraron la propiedad al astrólogo real de Nepal. Su nombre hace referencia a la colina sobre la que se encuentra ubicado. 
Kopan ha alcanzado fama por enseñar el budismo a los extranjeros occidentales que concurren al sitio. El primero de los cursos anuales de meditación de un mes de duración se dictó en 1971. Por lo general los cursos combinan enseñanzas tradicionales Lamrim con discusiones informales, varios períodos de meditación guiada y una dieta vegetariana.
En la actualidad, "Kopan" comprende dos instituciones separadas, el monasterio emplazado en la cumbre de la colina de Kopan, y el convento Khachoe Chakyil Ling (denominado "El convento Kopan"), que se encuentra en las inmediaciones. El convento fue creado en 1979 por el Lama Thubten Yeshe para brindar educación espiritual y práctica adhiriendo al modelo que se emplea en la formación de los monjes. En la actualidad (2009) la misma posee capacidad para unos 400 estudiantes.
El monasterio de Kopan ha adquirido popularidad como un destino recreativo de los residentes y visitantes de Katmandú. Los sábados, el monasterio abre sus puertas a visitantes y concurren cientos de familias e individuos a disfrutar de sus jardines.